# Fígols
|  | Per poble de l'Alt Urgell, vegeu Fígols i Alinyà. |

Fígols, tradicionalment anomenat Fígols de Berga, és un municipi de la comarca del Berguedà, anomenat Fígols de les Mines fins al 1989. En el seu terme municipal es troba el poble de Fumanya i el llogaret abandonat de Peguera.
L'edifici més important és l'església romànica de Santa Cecília.
El Museu de les Mines de Cercs mostra un audiovisual respecte als Fets de Fígols de 1932, una revolta dels miners que reclamaren millors condicions de treball al Govern de la República.

## Geografia
- Llista de topònims de Fígols (Orografia: muntanyes, serres, collades, indrets..; hidrografia: rius, fonts...; edificis: cases, masies, esglésies, etc).

## Demografia
| 1497 f | 1515 f | 1553 f | 1717 | 1787 | 1857 | 1877 | 1887 | 1900 | 1910 |
| ------ | ------ | ------ | ---- | ---- | ---- | ---- | ---- | ---- | ---- |
| 5      | 9      | 11     | 125  | 285  | 379  | 363  | 164  | 219  | 245  |

| 1920 | 1930 | 1940 | 1950 | 1960 | 1970 | 1981 | 1990 | 1992 | 1994 |
| ---- | ---- | ---- | ---- | ---- | ---- | ---- | ---- | ---- | ---- |
| 381  | 324  | 223  | 314  | 228  | 66   | 57   | 34   | 33   | 33   |

| 1996 | 1998 | 2000 | 2002 | 2004 | 2006 | 2008 | 2010 | 2012 | 2014 |
| ---- | ---- | ---- | ---- | ---- | ---- | ---- | ---- | ---- | ---- |
| 53   | 53   | 50   | 52   | 47   | 42   | 47   | 54   | 46   | 43   |

| 2016 | 2018 | 2020 | 2022 | 2024 | 2026 | 2028 | 2030 | 2032 | 2034 |
| ---- | ---- | ---- | ---- | ---- | ---- | ---- | ---- | ---- | ---- |
| 40   | 42   | 43   | 45   | 41   | -    | -    | -    | -    | -    |

## La Ginebreda
A la bòfia de Fumanya, al Berguedà, existeix una donota mitològica que dona nom a la cova de la Ginebreda. El seu cos no és de carn i ossos, sinó de fusta i molsa, com els arbres, amb uns braços que semblen branques. Té un geni terrible, s'irrita fàcilment i descarrega el seu furor picant amb les seves mans de fusta, plenes de punxes i arestes. Els seus cops produeixen una coïssor que dura set setmanes.